# Милорадз (гмина)
Милорадз (пол. Miłoradz) — сельская гмина (волость) в Польше, входит как административная единица в Мальбурский повет, Поморское воеводство. Население — 3430 человек (на 2004 год).

## Демография
| Перепись                       | Всего   | Всего | Женщины | Женщины | Мужчины | Мужчины |
| ------------------------------ | ------- | ----- | ------- | ------- | ------- | ------- |
| Единицы                        | человек | %     | человек | %       | человек | %       |
| Население                      | 3430    | 100   | 1711    | 49,9    | 1719    | 50,1    |
| Плотность населения (чел./км²) | 36,6    | 36,6  | 18,3    | 18,3    | 18,3    | 18,3    |

## Соседние гмины
1. Гмина Лихновы
2. Гмина Мальборк
3. Гмина Пельплин
4. Гмина Субковы
5. Гмина Штум
6. Гмина Тчев